# Latinoamérica Televisión
Latinoamérica Televisión (abreviado y estilizado como LTV) fue una cadena de televisión para hispanohablantes de Estados Unidos, Canadá y Puerto Rico que transmitía desde los estudios de Teledoce, en Uruguay, que fue fundada en 2005 y desapareció en 2015.

## Historia
El canal se transmitió desde 2005 hasta 2015, donde dejó de existir por la baja audiencia y escasa distribución, aunque al día de hoy su página web sigue en pie.
Fue transmitido en DirecTV desde enero de 2006 hasta diciembre del 2013, en el canal 430 del paquete latinoamericano, con un promedio de 1.3 millones de personas de audiencia. También fue distribuido en Estados Unidos en las cableoperadoras Dish y TimeWarner.

## Programación
La programación del canal mezclaba producciones propias con programas de canales aliados. Algunos de éstos fueron Teledoce de Uruguay, Canal 13 de Chile, Telefuturo de Paraguay, ATB de Bolivia, C5N de Argentina, Globovisión y Canal I de Venezuela, TV Globo de Brasil y los noticieros de la cadena internacional BBC World, además de la colaboración de la revista América Economía, AccuWeather y la asociación estadounidense APTN.

## Logotipos

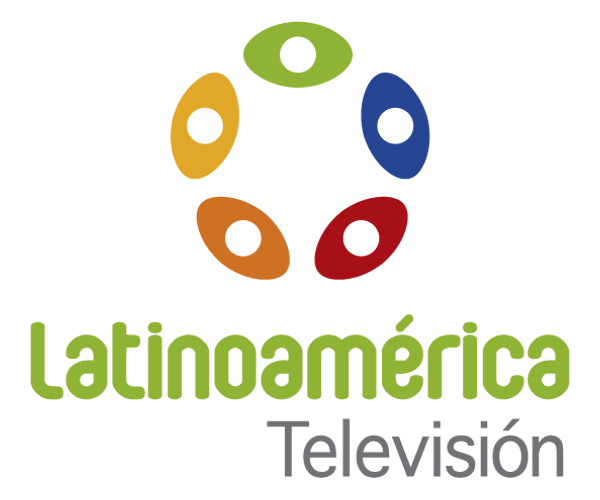
2012-2015

## Eslóganes
- 2005-2012: Latinoamérica Televisión, nuestro mundo en tu idioma
- 2012-2015: Tu país donde sea que estés